# Julius Aamisepp
Julius Aamisepp (1 tháng 9 năm 1883 Karilepa, Hạt Harju - 19 tháng 1 năm 1950 Jõgeva) là một nhà làm vườn, nhà khoa học nông nghiệp, nhà cách mạng và chiến sĩ người Estonia.

## Tiểu sử
Aamisepp sinh năm 1883 tại Hạt Harju. Sau khi tốt nghiệp tiểu học, giáo dục của Aamisepp trở nên tập trung vào quân sự, với việc Aamisepp bắt đầu tham gia Quân đội Đế quốc Nga. Sau khi tốt nghiệp trung học cơ sở vào năm 1903, Aamisepp ghi danh vào một trường kỹ thuật điện quân sự ở St Petersburg. Khi ở St.Petersburg, Aamisepp đã tham gia vào một phong trào cách mạng bên trong nước Nga. Ông bị đuổi khỏi học viện mà ông đang theo học và bị tống giam một thời gian ngắn, nhưng sau đó được phép trở lại nghĩa vụ quân sự với điều kiện ông vẫn bị giám sát.
Thay vì ở lại trong quân đội, Aamisepp đã chọn quay trở lại Estonia để học nghề làm vườn; Ông đã sớm phát triển sở thích trồng khoai tây và được trồng gần nhà. Ông đã thử nghiệm giống khoai tây Imperator, cuối cùng dẫn đến việc ông phát triển giống của riêng mình. Được mệnh danh là "Kalevipoeg", giống khoai tây mới cho năng suất cây trồng lớn hơn 58% so với Imperator. Khi Chiến tranh thế giới thứ nhất nổ ra vào năm 1914, Aamisepp gia nhập lại Quân đội Đế quốc và được bổ nhiệm làm sĩ quan pháo binh. Khi Cách mạng Tháng Mười dẫn đến sự sụp đổ của nhà nước Nga, Amisepp tham gia phong trào Độc lập Estonia đang phát triển mạnh mẽ, giúp tổ chức các đơn vị quân đội mới.
Sau khi Chiến tranh thế giới thứ nhất kết thúc, Aamisepp bắt đầu làm việc tại Viện Giống cây trồng Jõgeva để phát triển các giống khoai tây mới. Đáng chú ý, Amisepp đã phát triển Jõgeva Yellow, một loại khoai tây phổ biến ở Estonia. Ngoài việc phát triển giống táo Jõgeva Yellow, Aamisepp còn lai tạo ra táo, đậu Hà Lan, đậu cô ve, kiều mạch, hành tây, nho và lê.
Ông mất ở Jõgeva năm 1950.